# Ahuaxtla, delstaten Mexiko
Ahuaxtla är en ort i Mexiko, tillhörande kommunen Acolman i delstaten Mexiko. Ahuaxtla ligger i den centrala delen av landet och tillhör Mexico Citys storstadsområde. Orten hade 125 invånare vid folkräkningen 2010.